# Tayacaja (tỉnh)
Tỉnh Tayacaja (tiếng Tây Ban Nha: Provincia de Tayacaja) là một tỉnh thuộc vùng Huancavelica của Peru. Tỉnh Tayacaja có diện tích 3725 km², dân số thời điểm theo điều tra dân số ngày 11 tháng 7 năm 1993 là 108764 người. Tỉnh lỵ đóng ở Pampas.